# 蟲蟲救美
《蟲蟲救美》是由Cinematronics公司於1982年發行的一款街機遊戲。內容是一個叫做Zzyzzyxx的主角，要躲過玻利士（Boris）、史慕得（Smoot），以及布魯多（Bluto）三個怪物，並在途中取得禮物給羅拉（Lola）的遊戲。

## 遊戲概要
遊戲開始，玩家有三條命，並且利用搖桿的上下移動，控制主角Zzyzzyxx。Zzyzzyxx必須要走過一堆左右移動的牆中，只有牆的空隙才是Zzyzzyxx的容納之身。若這些空隙內有禮物，Zzyzzyxx可以取得，達到一定的量，使羅拉高興，並與羅拉在約定處碰面，才能過關；若沒有得到一定的量，羅拉是不會高興的，即使到達跟羅拉約定處，也不能碰面。
在Zzyzzyxx移動的同時，玻利士、史慕得，以及布魯多三個怪物會攻擊Zzyzzyxx。如果Zzyzzyxx不小心碰到了怪物，則損失一條生命。三次生命用盡，則遊戲結束。
為了要保護自己，與閃躲三個怪物的攻擊，Zzyzzyxx可以在空隙中建立磚塊，好暫時閃躲三個怪物的突擊。但是Zzyzzyxx躲在磚頭內的時間也是有限，一旦閃爍，Zzyzzyxx會被強制移動到他上方或下方的空隙；而要是這些空隙內有三個怪物的其中一個，Zzyzzyxx絕對必死無疑。

## 外部連結
- Killer List of Videogames上的《Zzyzzyxx》